# Бухарин, Николай Иванович (историк)
Никола́й Ива́нович Буха́рин (12 декабря 1945, Вулканешты, Гагаузия — 23 марта 2012) — советский и российский историк.

## Биография
После окончания школы поступил на исторический факультет МГУ, где специализировался на кафедре истории южных и западных славян. Темой его дипломной работы было сотрудничество российских и польских социалистов. Для завершения дипломной работы был направлен в Варшавский университет. Этой теме была посвящена первая монография, изданная в 1976 году.
В 1970—1973 годах Н. И. Бухарин обучался в аспирантуре Института экономики мировой социалистической системы (ИЭМСС) АН СССР. Кандидатская диссертация «Польская Объединенная Рабочая Партия и интеллигенция: (Основные формы и методы осуществления руководящей роли ПОРП по отношению к интеллигенции)» стала основой его второй монографии, изданной в 1977 году.
После окончания аспирантуры Бухарин работал в ИЭМСС вначале в отделе политических и идеологических проблем, а затем в секторе Польши отдела социалистических стран Европы.
В 1990-е годы ИЭМСС пришлось сменить название и тематику исследований. Он стал называться Институтом международных экономических и политических исследований. Н. И. Бухарин расширил круг изучаемых им проблем, комплексно исследуя проблемы политики стран Центральной и Восточной Европы.
В последние годы Н. И. Бухарин был ведущим научным сотрудником Центра восточноевропейских исследований Института экономики РАН.

## Основные труды
- У истоков польского социалистического движения. — М.: Наука, 1976. — 412 с. — В соавторстве с И. С. Яжборовской.
- Интеллигенция Польской Народной Республики. — М.: Наука, 1977. — 182 с.
- Польское рабочее движение в борьбе за социализм: исторические уроки. — М. : Наука, 1986. — 336 с. — В соавторстве с И. С. Яжборовской.
- Польская Народная Республика. — М.: Знание, 1989. — 63, [1] с. — ISBN 5-07-000309-7.
- Проблема левого поворота в странах Центральной и Восточной Европы. — М., 1997. — 64 с. — ISBN 5-89519-012-X.
- Российско-польские отношения : 90-е годы XX века — начало XXI века. — М.: Наука, 2007. — 292, [2] с. — ISBN 978-5-02-035842-3.